# John Donnell Smith

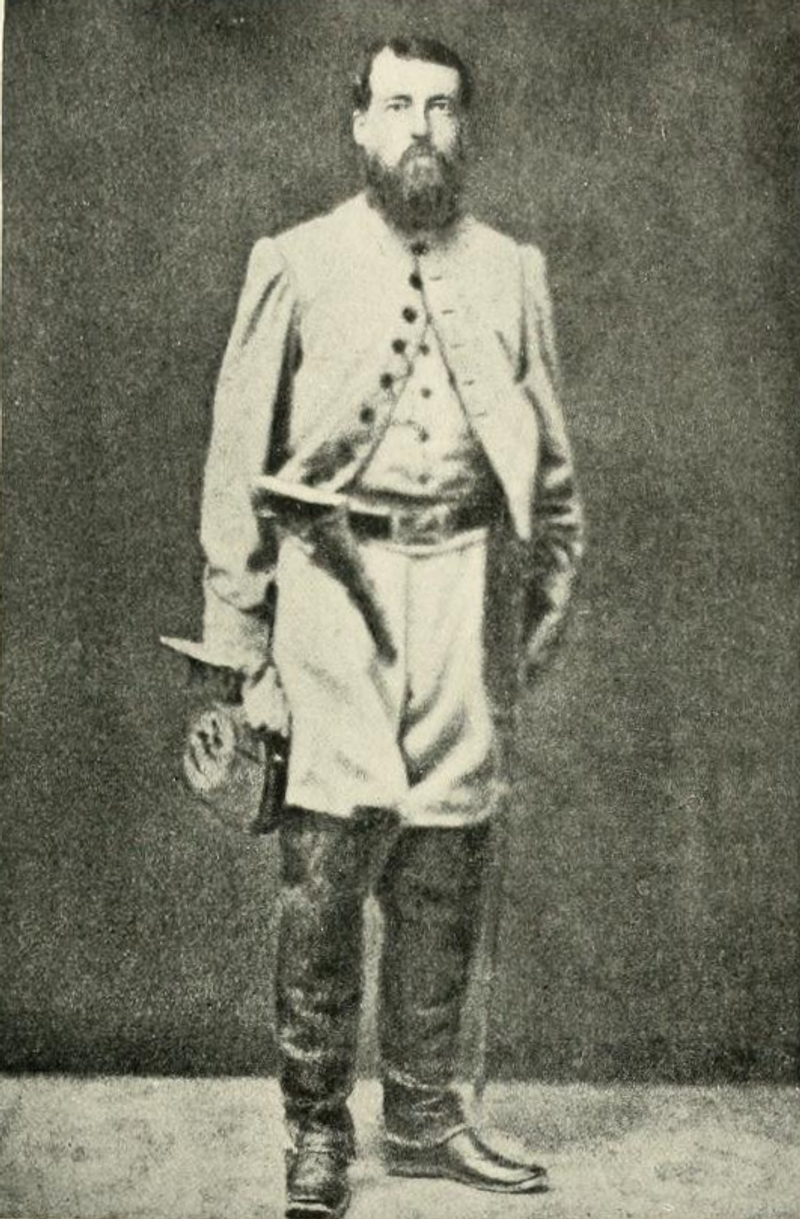
John Donnell Smith

John Donnell Smith (* 5. Juni 1829 in Baltimore; † 2. Dezember 1928 ebenda) war ein amerikanischer Pflanzensammler und Botaniker. Sein offizielles botanisches Autorenkürzel lautet „Donn.Sm.“; früher war auch das Kürzel „J. D. Sm.“ in Gebrauch.

## Leben
Smith erhielt 1905 eine Stelle als Honorary Associate am United States National Herbarium, das von der Smithsonian Institution betrieben wird. Diese Stelle hielt er bis zu seinem Tode 1928 inne. 1894 wurde er in die American Academy of Arts and Sciences gewählt. Smith war ein Kenner der Flora Mittelamerikas. Er vermachte sein Herbarium und seine Bibliothek der Smithsonian Institution.

## Ehrentaxon
Nach ihm wurden die Pflanzengattungen Donnellsmithia J.M.Coult. & Rose ex J.M.Coult. aus der Familie der Doldenblütler (Apiaceae) sowie die Gattung Neodonnellia Rose aus der Familie der Commelinagewächse (Commelinaceae) benannt.

## Werke
- Check list of North American plants, including Mexican species which approach in the U.S. boundary. 1886.
- Enumeratio plantarum guatemalensium imprimis a H. de Tuerckheim collectarum / quas edidit John Donnell Smith. H.N. Patterson, Oquawka IL (botanicus.org – 1889–1907).